# Nederlandsche Journalistenkring
De Nederlandsche Journalistenkring (NJK) werd in 1884 opgericht in Amsterdam. Het aantal leden was in het eerste jaar 47, de eerste voorzitter was A.G.C. van Duyl sr., toenmalig hoofdredacteur van het Algemeen Handelsblad. Hoewel de NJK in eerste aanleg tot doel had om de solidariteit onder journalisten te vergroten, probeerde de vereniging toen ook al te fungeren als discussieplatform, in een tijd dat de Nederlandse samenleving in snel tempo moderniseerde en burgers meer grondrechten kregen.
Van de 73 Nederlandse persorganen in 1897 waren er maar 39 aangesloten bij de NJK. Veel grote stedelijke bladen waren niet vertegenwoordigd in de kring. In 1898 werd na lang aandringen Abraham Kuyper voorzitter, een hoogtepunt voor de vereniging die in hetzelfde jaar de berichtgeving rond de kroning van de jonge koningin Wilhelmina in goede banen wist te leiden. De oprichter van de ARP en minister-president (1901-1905) had niet veel tijd voor de journalistenkring, maar zijn naam, faam en netwerk waren goud waard voor de reputatie van de NJK.
In 1911 werd L.J.P. Plemp van Duiveland benoemd tot voorzitter van de NJK. Plemp van Duiveland was van 1894 tot 1901 journalist bij de Nieuwe Rotterdamsche Courant en vanaf januari 1901 oprichter en hoofdredacteur van de Nieuwe Courant in Den Haag.
Plemp heeft als voorzitter van de NJK in de Eerste Wereldoorlog de Nederlandse media (samen met de regering) gemaand zich neutraal op te stellen in de berichtgeving.
In de Tweede Wereldoorlog weigerde de NJK samen te werken met de Raad van Voorlichting, die eind 1940 door de Duitse bezetter was ingesteld om de nieuwsstroom in Duitsgezinde banen te leiden. In november 1940 werd het nationaalsocialistische Departement van Volksvoorlichting en Kunsten opgericht, met als doel de nazificering van de Nederlandse pers. Vanaf juni 1941 stond de afdeling Perswezen van de Volksvoorlichting onder leiding van journalist Max Blokzijl, berucht door zijn wekelijkse radiopraatjes voor de Nederlandsche Omroep. Blokzijl werd op grond van zijn radiotoespraken in september 1945 ter dood veroordeeld.
De Journalistenkring is de voorloper van de huidige Nederlandse Vereniging van Journalisten (NVJ, sinds 1968).